# 赫里普西克
51°38′18″N 23°43′39″E / 51.63833°N 23.72750°E
赫里普西克（烏克蘭語：Хрипськ），是烏克蘭的村落，位於該國西部沃倫州，由科韋利區負責管轄，面積0.83平方公里，海拔高度157米，2001年人口277，人口密度每平方公里335.76人。